# ジョセフ・ティレル
ジョセフ・ティレル（Joseph Burr Tyrrell, 1858年11月1日 - 1957年8月26日）は、カナダの地質学者・古生物学者・探検家・歴史家。カナダのアルバータ州バッドランドでアルバートサウルスの骨の化石を発見したことで有名。弟は探検家のジェームズ・ティレル (James Williams Tyrrell, 1863-1945)。

## 人物
当時イギリス植民地のカナダのトロント近郊ウェストンにて、ティレル家の三男として生まれる。ウェストン・グラマー・スクールに通った後、1876年にアッパー・カナダ・カレッジを卒業し、1880年にはトロント大学で法学の学士号を取得した。しかし翌年にはトロントの法律事務所で短期間働いた後、オタワにあるカナダ地質調査所のスタッフとなり、膨大な量の岩石や化石の分析や整理をするなど、調査所の古生物学者たちのアシスタントを務めるようになった。
1884年夏には、レッド・ディア川流域と隣接する領土の調査のために派遣される探検隊のリーダーに任命された。この調査の際、ティレルは未知の生物のほとんど完全な頭部の化石を発掘し、これが後にアルバートサウルスと名付けられた。また同じ頃、ドラムヘラー周辺で石炭層も発見された。その後もティレルは、弟ジェームズと共に探検隊を引き連れてアルバータ・サスカチュワン・マニトバ各州を流れる河川や湖の接続を明らかにすべく、探検・調査を続けた。数々の困難を乗り越え、不毛の領土を冒険したティレル兄弟は大きく称えられた。
ジョセフ・ティレルは1894年2月に、カナダ女性採鉱業協会の創設者であるメアリー・エディス・ケアリーと結婚し、メアリー（1896年）、ジョージ（1900年）、トーマス（1906年）の3人の子供をもった。

## 主な受賞歴
- ロンドン地質学会 マーチソン・メダル（1918年）
- カナダ王立協会 フラヴェル・メダル（1933年）
- ロンドン地質学会 ウォラストン・メダル（1947年）
- 英国王立地理学会 バック賞
- アメリカ地理学協会 デイリー・メダル
- オンタリオ州プロフェッショナルエンジニア協会 プロフェッショナル・エンジニア (PE) メダル
- カナダ採鉱殿堂

## 名誉
- ロイヤル・ティレル古生物学博物館 - 彼の名に因む。
- ティレル海 - 有史以前のハドソン湾の異称。